# Descans en la fugida a Egipte
Descans en la fugida a Egipte és un quadre pintat per Caravaggio l'any 1597 i que actualment s'exposa al Palazzo Doria-Pamphili de Roma.
Va ser el primer quadre de Caravaggio que abordava temes bíblics, i va formar part del conjunt dedicat al seu mecenes, Francesco del Monte, qui anys més tard el donà al palau Aldobrandini (com un regal a Climent VIII, d'aquesta família). La seva autoria no és discutida, però el que sí que està en disputa és la resta de les llunetes que Caravaggio «va realitzar» per del Monte, la majoria són atribuïts als seus deixebles Domenichino i Albani. Anys més tard, els pintors francesos Poussin i Lorrain visitarien, per separat, Roma. Ambdós definirien aquest quadre com «un paisatge heroic».